# Waverley (novela)
Waverley: or 'Tis Sixty Years Since / Waverley, o Escocia hace sesenta años es una novela escrita en 1814 por escocés sir Walter Scott, ambientada en la Rebelión jacobita de 1745 e importante por ser la obra creadora de un nuevo género del romanticismo, la verdadera novela histórica, según György Lukács, ya que hasta entonces se habían escrito solo novelas pseudo-históricas.

## Contenido
Cuenta las guerras entre escoceses e ingleses de los años 40 del siglo XVIII. La casa de Hannover tenía unidas las dos regiones, pero surgieron en Escocia personas que apoyaban a la dinastía de los Estuardo (los jacobitas). 
La novela gira en torno a Waverley, personaje con el corazón dividido. Su padre fue fiel a los Hannover y luchará en el bando inglés pero fue criado por unos tíos muy escoceses. Hay, además, dos mujeres, la novia inglesa y la patriota escocesa. Cambia dos veces de bando, los ingleses vencen y Waverley es perdonado y se casa con la novia. 
El centro de la novela es el conflicto entre los dos bandos, ya que proviene del sentimiento de alguien que sabe que la unión con Inglaterra es inevitable pero esto supone la pérdida de las costumbres escocesas. El tema central de la obra es la historia de Escocia, ya que aparecen escenarios y costumbres de este país, y no, como anteriormente, las historietas románticas. Scott usó para crear la obra los mismos efectos retóricos que usaban los historicistas. Ambos se informan, se documentan.

## Estructura
El sistema narrativo de la novela histórica es el mismo que la transcripción de un documento. A veces el autor se presenta como un editor que publica el documento, y dice que lo ha encontrado. Este método se realiza para intentar otorgar un carácter verídico a lo narrado. Esto ya se había hecho en el Quijote, pero no tiene la misma función que en las novelas históricas del siglo XIX. Se llevó a su mayor grado con Los novios, de A. Manzoni, que usa un manuscrito inventado presentado como un texto incomprensible, y el libro es la explicación. Waverley tiene incluso notas al final del libro, al igual que las obras históricas, con las que nos presenta la verdad y aclaran algunos aspectos de los hechos y los personajes.

## Protagonistas
Las características de los héroes en la Historia Historicista son los reyes, ministros o generales. Sin embargo en las novelas históricas, aunque éstos también aparecen, son personajes secundarios. Los protagonistas son seres movidos por la historia, incapaces de moldearla. Esto permite un punto de vista más amplio.